# Erreway en Concierto
Erreway en concierto es el primer álbum en vivo de la banda Erreway, lanzado el 19 de septiembre de 2006 en España, consiguiendo el puesto nº 3 de los más vendidos en la primera semana. Este álbum está interpretado por los integrantes de Erreway, Benjamín Rojas, Felipe Colombo, Camila Bordonaba y Luisana Lopilato, pero también participaron algunos de los actores de Rebelde Way, como Victoria Maurette y  Piru Sáez.
Este álbum fue producido, creado y dirigido por Cris Morena e incluye canciones de los discos Señales (2002) y Tiempo (2003).

## Lista de canciones
1. "Rebelde Way"
2. "Bonita de más"
3. "Te soñé"
4. "Perder un amigo"
5. . "Te dejé"
6. "Vale la pena"
7. "Sweet Baby"
8. "Aún, ahora"
9. "Pretty boy"
10. "Inmortal"
11. "Mi vida"
12. "Tiempo"
13. "No soy así"
14. "Será porque te quiero"
15. "Sweet Baby"
16. "Rebelde Way"
17. "Resistiré"

### DVD
1. "Rebelde Way"
2. "Bonita de más"
3. "Te soñé"
4. "Perder un amigo"
5. "Te dejé"
6. "Vale la pena"
7. "Sweet Baby"
8. "Aún, ahora"
9. "Pretty boy"
10. "Inmortal"
11. "Mi vida"
12. "Tiempo"
13. "No soy así"
14. "We Will Rock You"
15. "Será porque te quiero"
16. "Sweet Baby"
17. "Rebelde Way"
18. "Resistiré"

## Extras
- Sus mejores fotos
- Detrás del escenario